# Site de hauteur du Chastel (Taintrux)
Pour les articles homonymes, voir Chastel.
Le site de hauteur du Chastel (ou du Chazeté, ou encore du Chasté) est un site archéologique situé à Taintrux, au nord-est du département des Vosges (Lorraine). Il fait partie d'un ensemble de sites fortifiés du bassin déodatien.

## Description du site
Ce site est un plateau de hauteur de 2 hectares, qui culmine à 657 mètres d’altitude, et est fortifié à l’aide d’un rempart de contour. Ce rempart, d’une hauteur conservée comprise entre 1 et 3 mètres et d’une largeur de 3 à 5 mètres, est constitué d’une butte de terre où se mêlent des blocs de grès. Le site est fouillé au cours du XIXe siècle et une meule plate dite « à va-et-vient » est certainement retrouvée. Il pourrait s’agir d’une meule en rhyolite datée de la fin du second âge du fer et taillée aux Fossottes à La Salle. D'autres fouilles archéologiques vont être réalisées en 1975 et 1979, et permettront de découvrir deux bassins taillés dans le socle rocheux en grès, ainsi que des tessons de céramiques attribués à la fin du second âge du fer et plus précisément datés de la Tène D1. À cela s’ajoute la découverte d’une monnaie gauloise, un potin au sanglier. Une pièce en bois est également retrouvée et datée de 10 de notre ère. Les structures remarquées sur ce plateau sont rares, mis à part le rempart, l’entrée en chicane et les deux bassins. Le premier bassin fait 3 mètres de côté par 1,40 mètre de profondeur et le second 3,70 mètres de côté par 1,90 mètre de profondeur.

## Découvertes
En 2000 des fragments de meules rotatives ont été découverts sur le plateau sous une souche d’arbre. En 2004, la découverte de tessons dans une souche d’arbre a déclenché une opération archéologique de sauvetage. Cette opération a permis de trouver plus de 950 tessons de céramique qui ont été étudiés et attribués au second âge du fer. En 2008, un catillus, la meule tournante d’un moulin rotatif, a été découvert dans une souche sur le plateau. Cette partie supérieure d’un moulin laténien est réalisée en rhyolite, qui provient très certainement du site archéologique des Fossottes à La Salle. Le mobilier découvert sur ce site a été déposé au musée Pierre-Noël de Saint-Dié-des-Vosges.